# Juan Carlos Ablanedo
Juan Carlos Ablanedo Iglesias (Mieres, 2 de setembro de 1963) é um ex-futebolista espanhol.

## Carreira
Ablanedo fez parte do elenco da Seleção Espanhola de Futebol nas Copas de 1986 (como terceiro goleiro) e 1990 (como reserva de Andoni Zubizarreta), não disputando nenhum jogo. Até 1991, o goleiro jogou apenas 4 vezes como titular do gol da Fúria.
Em clubes, defendeu apenas o Sporting Gijón, onde se profissionalizou em 1982 e chegou ao time principal no ano seguinte. Seus reflexos deram a ele o apelido de "El Gatu" (O gato). Encerrou a carreira aos 35 anos.